# Bisectriz

Construcción gráfica con regla y compás.

La bisectriz de un ángulo es la semirrecta con origen en el vértice del ángulo tal que lo divida en dos ángulos de igual medida. Es una recta si se considera como el lugar geométrico de los puntos del plano que equidistan, es decir, están a la misma distancia de los lados del ángulo bisecado.

## Propiedades
- La bisectriz es el eje de simetría del ángulo
- Los puntos de la bisectriz son equidistantes a los dos lados del ángulo

### Observación
- Dos rectas, al intersecarse, determinan cuatro ángulos consecutivos y sus bisectrices, que pasan por el punto de intersección, forman cuatro ángulos rectos consecutivos .

En la figura, la bisectriz del ángulo xOy (en amarillo) es (z'), y la del ángulo x'Oy  es (w'). Se cortan formando un ángulo recto. En efecto, si llamamos a la amplitud de xOz, y b la de yOw, observamos que 2a + 2b es la amplitud del ángulo xOx'  = 180°, es un ángulo plano. Luego zOw mide a + b = 90°.

### Bisectrices en el triángulo
- En un triángulo isósceles el eje de simetría contiene una bisectriz, una mediana, una altura y una mediatriz.
- En un triángulo equilátero cada eje de simetría contiene un bisectriz, una mediana, una altura y una mediatriz.

Bisectriz como lugar geométrico de los centro de las circunferencias tangentes a los lados del ángulo.

- Las tres bisectrices de los ángulos internos de un triángulo se cortan en un único punto, que equidista de los lados. Este punto se llama el incentro del triángulo y es el centro de la circunferencia inscrita al triángulo. Esta circunferencia es tangente a cada uno de los lados del triángulo.

### Relación métrica
- ab = mn + d2, siendo m,  n los segmentos que determina la bisectriz interna d, sobre el lado c = m+n

### Longitud
1. Para  bisectriz interior {\displaystyle l_{A}={\frac {2}{b+c}}{\sqrt {bcp(p-a)}}} siendo {\displaystyle p={\frac {a+b+c}{2}}} el semiperímetro.
2. Bisectriz interior del ángulo A: {\displaystyle l_{A}={\frac {\sqrt {bc[(b+c)^{2}-a^{2}]}}{b+c}}}, en función de los tres lados a,b y c.
3. Para la bisectriz exterior {\displaystyle l_{A}^{e}={\frac {2}{b-c}}{\sqrt {bc(p-b)(p-c)}}}.
Para la bisectriz de los otros ángulos se sigue el patrón del caso dado, contraponiendo los otros elementos, de manera cíclica.

## Ecuaciones de las bisectrices

### En el plano cartesiano
Sean la rectas
1. R_1 cuya ecuación normal es xcosμ + y senμ = p
2. R_2 siendo su ecuación normal  xcosω + y senω = q

En tal caso la ecuación cartesiana en el plano de las rectas bisectrices, se hallan sumando y restando las ecuaciones de L_1 y L_2
Ejemplo
Sean 
R_1: 4x+3y -8 = 0; normalizando {\displaystyle {\frac {4}{5}}x+{\frac {3}{5}}y={\frac {8}{5}}}
R_2: 3x -4y +12 = 0, cuya ecuación normal es {\displaystyle {\frac {3}{5}}x-{\frac {4}{5}}y=-{\frac {12}{5}}}
Sumando las ecuaciones : {\displaystyle {\frac {7}{5}}x-{\frac {1}{5}}y=-{\frac {4}{5}}}, ecuación de la recta bisectriz L_1
Restando las ecuaciones : {\displaystyle {\frac {1}{5}}x+{\frac {7}{5}}y={\frac {20}{5}}} ecuación de la bisectriz L_2

### En el espacio En
Sean las ecuaciones vectoriales. 
R_1  M + αu, donde u es vector unitario director, α recorre ℝ, M punto de Rn está  de la recta L_1
R_2  N+ βv, siendo v un vector director unitario, β cualquier número real, N punto de Rn está  de la recta L_2
Entonces las ecuaciones vectoriales de las rectas bisectrices de las rectas L_1 y L_2, que se cortan en el punto H son: 
L_1: {\displaystyle H+{\frac {1}{2}}(u+v)}
L-2: {\displaystyle H+{\frac {1}{2}}(u-v)}